# Висша лига на Босна и Херцеговина
Висша лига на Босна и Херцеговина е лигата от най-високо ниво в босненския футбол. В него се състезават 16 отбора, като на края на всеки сезон последните 2 изпадат.
Шампионът влиза във втори квалификационен кръг на Шампионската лига. Носителите на купата и вторият в класирането влизат във втория квалификационен кръг на Лига Европа. Третият влиза в първия кръг на същото състезание.
Лигата е организирана от Футболната асоциация на Босна и Херцеговина. През 1998 и 2000 шампионът на страната се определя след плей-офф от два мача между босненски и босненско-хърватски отбори. През 2001 националната лига започва да функционира, като сръбските отбори отказват да участват в първите два сезона, но след като тяхното първенство (Първа лига на Република Сръбска) не е признато от УЕФА се включват.

## Членове за сезон 2012 – 2013
| Клуб              | Местоположение  | сезон 2011 – 2012      |
| ----------------- | --------------- | ---------------------- |
| Борац Баня Лука   | Баня Лука       | 3-то                   |
| Радник Биелина    | Биелина         | Първа лига (РС) 1-во   |
| Леотар Требине    | Требине         | 12-о                   |
| Олимпик Сараево   | Сараево         | 5-о                    |
| Рудар Приедор     | Приедор         | 10-о                   |
| ФК Сараево        | Сараево         | 4-то                   |
| ФК Славия         | Източно Сараево | 14-о                   |
| Градина Сребреник | Сребреник       | Първа лига (ФБиХ) 1-во |
| Вележ Мостар      | Мостар          | 11-о                   |
| Железничар        | Сараево         | 1-во                   |
| ГОШК Габела       | Габела          | 13-о                   |
| Зрински Мостар    | Мостар          | 6-о                    |
| Челик Зеница      | Зеница          | 9-о                    |
| Широки Брег       | Широки Брег     | 2-ро                   |
| Травник           | Травник         | 8-о                    |
| Звиезда Градачац  | Градачац        | 7-о                    |

## Шампиони на етническа основа
Преди 2003 сърбите и хърватите в Босна си имат собствени първенства и затова шампионите от босненски произход са признати за шампиони на Босна
Шампиони на Първа лига на футболна асоциация на Босна и Херцеговина – съставена главно от бошняци
- 1994 – 95 – Челик Зеница – „Шампион на БиХ“
- 1995 – 96 – Челик Зеница – „Шампион на БиХ“
- 1996 – 97 – Челик Зеница – „Шампион на БиХ“
- 1997 – 98 – Железничар Сараево – „Плей-офф с шампиона на Първа лига на Херцег-Босна“
- 1998 – 99 – ФК Сараево – „Шампион на БиХ“
- 1999 – 00 – НК Бротнио – „Плей-офф с шампиона на Първа лига на Херцег-Босна“

Шампиони на Първа лига на Херцег-Босна – съставена от хървати
- 1993 – 94 – Широки Брег
- 1994 – 95 – Широки Брег
- 1995 – 96 – Широки Брег
- 1996 – 97 – Широки Брег
- 1997 – 98 – Широки Брег
- 1998 – 99 – ХШК Посушие
- 1999 – 00 – ХШК Посушие

Шампиони на Първа лига на Република Сръбска – съставена от сърби
- 1995 – 96 – Боксит Миличи
- 1996 – 97 – Рудар Углиевик
- 1997 – 98 – Рудар Углиевик
- 1998 – 99 – Радник Биелина
- 1999 – 00 – Боксит Миличи
- 2000 – 01 – Борац Баня Лука
- 2001 – 02 – Леотар Требине

## Шампиони по клубове
За първи път през сезон 2002 – 03 в първенството са обединени бошняшки, хърватски и сръбски клубове.
| Клуб            | Шампион | Години                                      |
| --------------- | ------- | ------------------------------------------- |
| Железничар      | 5       | 2000/01, 2001/02, 2009/10, 2011/12, 2012/13 |
| Широки Брег     | 2       | 2004, 2006                                  |
| Зрински Мостар  | 2       | 2005, 2009                                  |
| ФК Сараево      | 1       | 2007                                        |
| НК Бротнио      | 1       | 2000                                        |
| Леотар Требине  | 1       | 2003                                        |
| ФК Модрича      | 1       | 2008                                        |
| Борац Баня Лука | 1       | 2011                                        |